# Charlton Athletic Women's Football Club
Charlton Athletic Women's Football Club (CAWFC) est un club de football féminin basé à Charlton en Angleterre. Un des meilleurs clubs du pays dans les années 1990 et 2000, le club est sportivement en difficulté à la fin des années 2000 et joue en 2009-2010 au troisième niveau dans la hiérarchie du football féminin en Angleterre.

## Histoire
Jusqu'en 2000, le club est indépendant et se nomme Croydon Ladies Football Club. Dans les années 1990, il remporte à deux reprises sous ce nom le championnat d'Angleterre de football féminin.
À l'issue de la saison 1999-2000, le club passe sous le contrôle du Charlton Athletic Football Club, club masculin du championnat d'Angleterre de football de Premier League. Le club féminin est alors composé d'une Academy en partenariat avec la London Leisure College et l'Université de Greenwich. Quelques joueuses passées par Charlton jouent pour l'équipe d'Angleterre comme Eniola Aluko, et Casey Stoney.
L'équipe masculine est reléguée en deuxième division après le championnat d'Angleterre de football 2006-2007. Tout le club se retrouve alors en difficulté financière et la direction décide de dissoudre son équipe féminine le 23 juin 2007 alors que celle-ci vient d'atteindre la finale de la Cup et d'obtenir la troisième place du dernier championnat.
Le 22 août 2007, l'équipe féminine est reprise par l'organisme du Charlton Community Trust sous le nom de Charlton Athletic Women's Football Club. À cette date, la majorité des joueuses a néanmoins quitté l'équipe, qui doit repartir avec de nouvelles joueuses. Les performances sportives s'en ressentent et le club est relégué. En 2009-2010, le club participe au championnat de FA Women's Premier League Southern Division, qui correspond au troisième niveau dans la hiérarchie du football féminin en Angleterre.

## Palmarès
Le club possède un des plus beaux palmarès du football féminin en Angleterre avec trois championnats, trois Coupes d'Angleterre, deux Coupes de la Ligue anglaise et deux Community Shields. Ces titres sont acquis sous la dénomination Croydon Ladies Football Club jusqu'en 2000 puis sous la dénomination Charlton Athletic Ladies Football Club.
- Championnat d'Angleterre de football féminin
  - Vainqueur en 1996, 1999 et 2000[4]
  - Deuxième en 2004 et 2005[5]
- Coupe d'Angleterre de football féminin
  - Vainqueur en 1996, 2000[4] et 2005[5]
  - Finaliste en 1998[4], 2003, 2004 et 2007[5]
- Coupe de la Ligue anglaise de football féminin
  - Vainqueur en 2004 et 2006[5]
  - Finaliste en 1998[4] et 2005[5]
- Community Shield féminin
  - Vainqueur en 2000 et 2004[5]
  - Finaliste en 2005[5]